# Hagino Hideaki
Hideaki Hagino (sinh ngày 20 tháng 1 năm 1973) là một cầu thủ bóng đá người Nhật Bản.

## Sự nghiệp câu lạc bộ
Hideaki Hagino đã từng chơi cho Sanfrecce Hiroshima.

## Thống kê câu lạc bộ

### J.League
| Đội                 | Năm       | J.League | J.League | J.League Cup | J.League Cup | Tổng cộng | Tổng cộng |
| Đội                 | Năm       | Trận     | Bàn      | Trận         | Bàn          | Trận      | Bàn       |
| ------------------- | --------- | -------- | -------- | ------------ | ------------ | --------- | --------- |
| Sanfrecce Hiroshima | 1995      | 1        | 0        | -            | -            | 1         | 0         |
| Sanfrecce Hiroshima | 1996      | 0        | 0        | 0            | 0            | 0         | 0         |
| Tổng cộng           | Tổng cộng | 1        | 0        | 0            | 0            | 1         | 0         |